# Murailles de Bibbona
Les Murailles de Bibbona (en italien : Mura di Bibbona) constituent le système défensif du centre historique de  la commune de Bibbona de la province de Livourne en Toscane.

## Historique
Les murailles témoignent de l'ancien château qui, à l'époque médiévale, constituait l'une des places fortes les plus importantes de la haute Maremme. Ce système défensif, pratiquement intact dans ses parties les plus importantes, était encore impressionnant au XIXe siècle, comme l'attestent de nombreuses descriptions de l'époque.
Le château a probablement été construit au XIIe siècle ; il n'avait qu'une seule entrée, la Porta del Sole, près de l'actuel ancien hôtel de ville (Palazzo del Comune vecchio (it)), au bout d'une voie qui menait au sommet d'un modeste coin de tuf volcanique. Dans la partie la plus haute se trouvait la Rocca, une tour du XIIIe siècle, dont la structure est encore reconnaissable aujourd'hui. La forteresse a probablement été construite comme résidence d'une famille noble et a ensuite été utilisée comme tour de guet ; elle a été rénovée plusieurs fois au XVIIe siècle, coïncidant avec les invasions sarrasines, mais l'étage supérieur s'est effondré à la suite du tremblement de terre de 1846. À la fin du XVIIIe siècle, les autorités décrétèrent la démolition de la Porta del Sole.

## Galerie

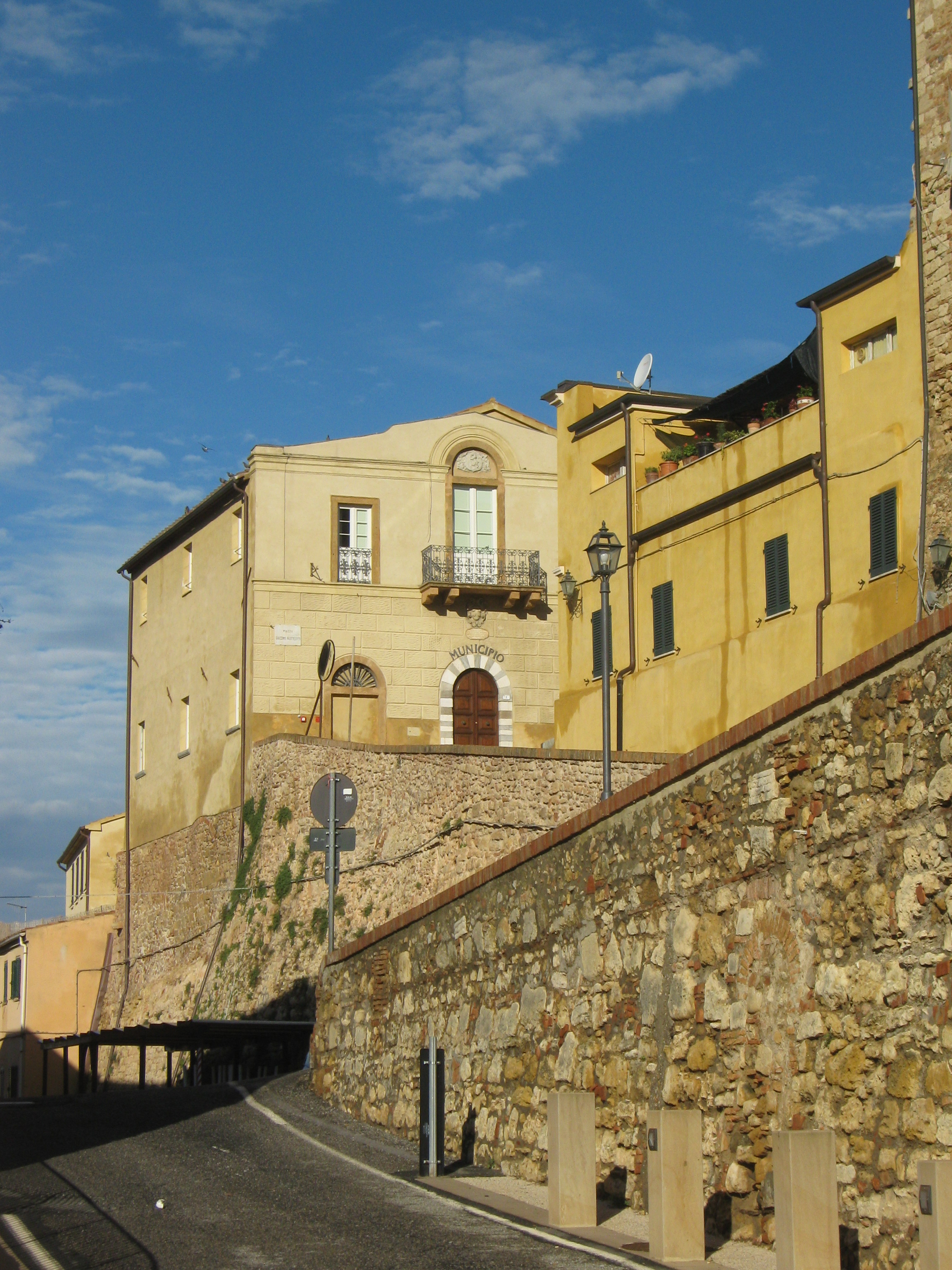
Le Palazzo del Comne Vecchio.
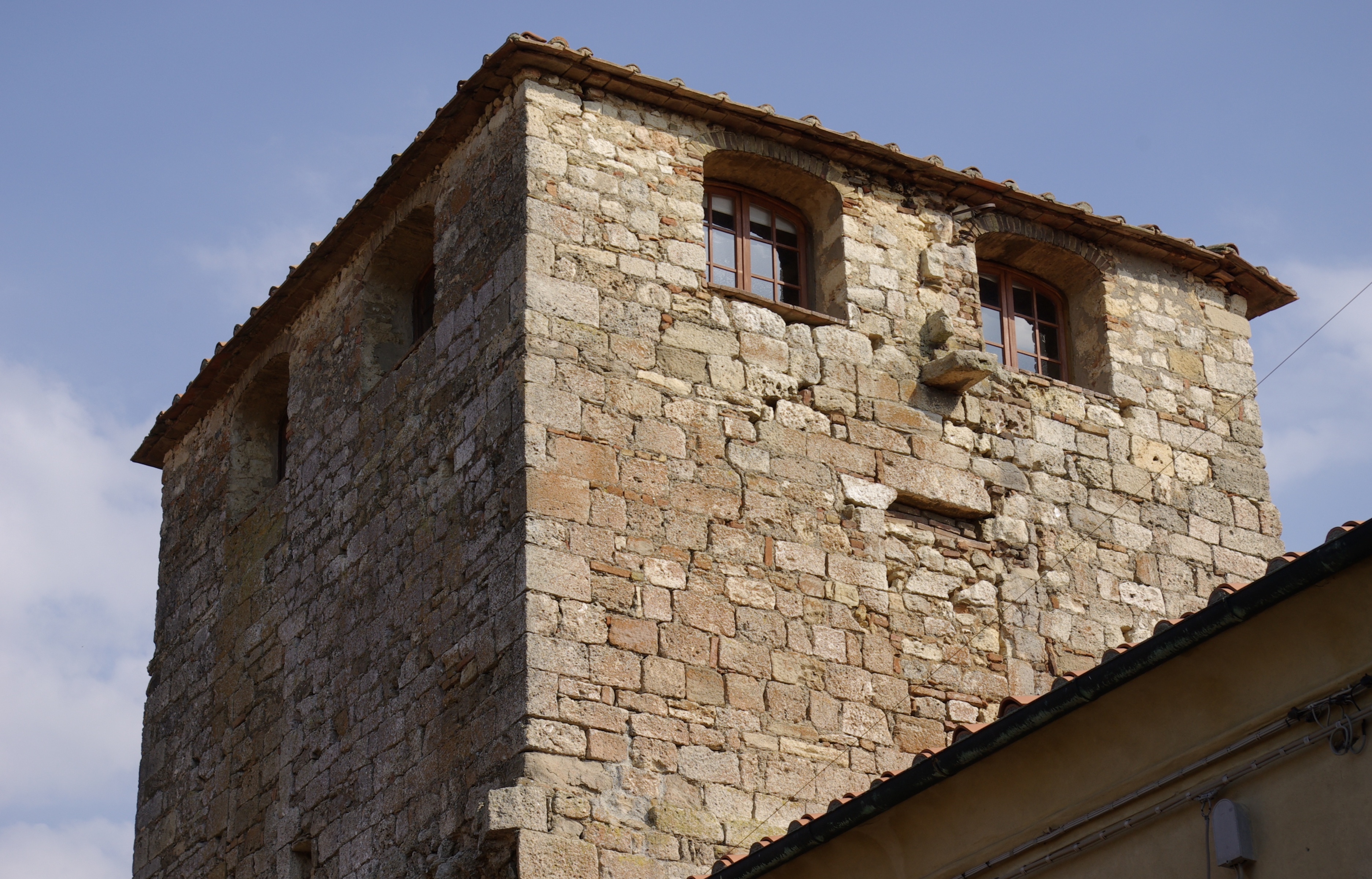
La Torre della Rocca.